# Trichadenotecnum desolatum
Trichadenotecnum desolatum är en insektsart som först beskrevs av Chapman 1930.  Trichadenotecnum desolatum ingår i släktet Trichadenotecnum och familjen storstövsländor. Inga underarter finns listade i Catalogue of Life.